# Numídia
|  | Per a altres significats, vegeu «Numidia». |

Numídia (llatí: Numidia; grec antic: Νουμιδία) va ser una regió històrica del nord d'Àfrica situada al llarg de la costa entre Mauretània i la zona d'influència de Cartago, convertida en temps dels romans en la província romana d'Àfrica. Ocupava la part est de l'actual Algèria i la part oest de Tunísia. La frontera amb Mauretània era variable: alguns autors la situaven al riu Mulucha i d'altres a l'Ampsaga; també ho era la frontera amb l'Africa Vetus o territori de Cartago, sovint situada al riu Tusca (Wadi ez-Zen), però en qualsevol cas Numídia s'estenia fins al Sirtis Menor, al sud i oest de Cartago.
El país era poblat per tribus després conegudes com a amazigues, que els romans anomenaven númides, derivat del grec νομάδες 'nòmades'. Els habitants també s'anomenaven «maurusis númides» (maurusii numidae, en grec Μαυρούσιοι Νομάδες, o també mauri) i estaven dividits en tribus, la més poderosa de les quals eren els massesils, que vivien, de fet, fins al riu Mulucha. Les muntanyes de l'Atles eren anomenades en la llengua local muntanyes Dyris. Contra la creença general, a Numídia mateix no hi havia lleons i els númides desconeixien els camells fins almenys el segle ii aC, quan els Ptolemeus d'Egipte van estendre el comerç per la costa africana, i fins a l'època de l'Imperi no van ser usats per la cavalleria númida. A l'època àrab el seu ús ja s'havia estès pel nord d'Àfrica.
L'economia local era ramadera; quan es va introduir l'agricultura, es va dedicar principalment a l'olivera i al taronger, arbres freqüents a la costa mediterrània. El marbre groc amb vetes vermelles era característic de Numídia i el més car i apreciat a Roma.
Els númides van proveir els cartaginesos de famosos genets. La seva llengua, segons l'historiador Procopi, era el fenici, que parlaven amb influència de la llengua local. Després de la Primera Guerra Púnica, es van deslliurar de la influència cartaginesa (cap a l'any 241 aC) i, tot seguit, les tribus es van estructurar sota dos reis, i es va formar el regne de Numídia Occidental, a occident, i el de Numídia oriental, a orient. Els romans van utilitzar la famosa cavalleria númida durant la Segona Guerra Púnica. Els serveis de Massinissa als romans durant aquesta guerra no van quedar sense recompensa, i el rei númida va obtenir els territoris de Sifax, rei de la Numídia Occidental.
Al segle iii aC era un regne independent, i va caure sota el domini romà, molt introduït al territori després de la Guerra de Jugurta. L'any 46 aC, Juli Cèsar la va convertir en província romana i va donar a Sal·lusti el govern de la regió. Va conservar la categoria de província, que Calígula, l'any 39, va posar sota el domini coordinat d'un procònsol i d'un legat. Hi va haver un breu restabliment del regne entre el 31 aC i el 25 aC, però va tornar a ser un territori romà fins aproximadament l'any 294, quan es va dividir en dues províncies.
El nombre de ciutats del país era important, moltes de les quals es van establir com a colònies romanes. Al segle iv, el territori va ser el centre de l'heretgia donatista. Al segle v tenia 123 bisbats. Els vàndals, l'any 428, van conquerir el país i el van país arruïnar. Els romans d'Orient van recuperar Numídia l'any 534 i va passar als àrabs al segle vii.

## Caps i badies de la costa de Numídia
- Hippi promontorium (Ras al-Hamrah)
- Cap Stoborrum (Ras Hadid)
- Cap Rusicada
- Cap Collops Magnus
- Tres promontorium
- Sinus Numidicus (on desaiguaven l'Ampsaga, l'Audus i el Sisar)
- Cap Igilgili
- Cap Saldae (Bugia)
- Cap Rusucurum

## Rius
- Tusca (frontera oriental entre territori romà i Numídia)
- Rubricatus o Ubus
- Ampsaga.[1]